# Andreas Liebmann

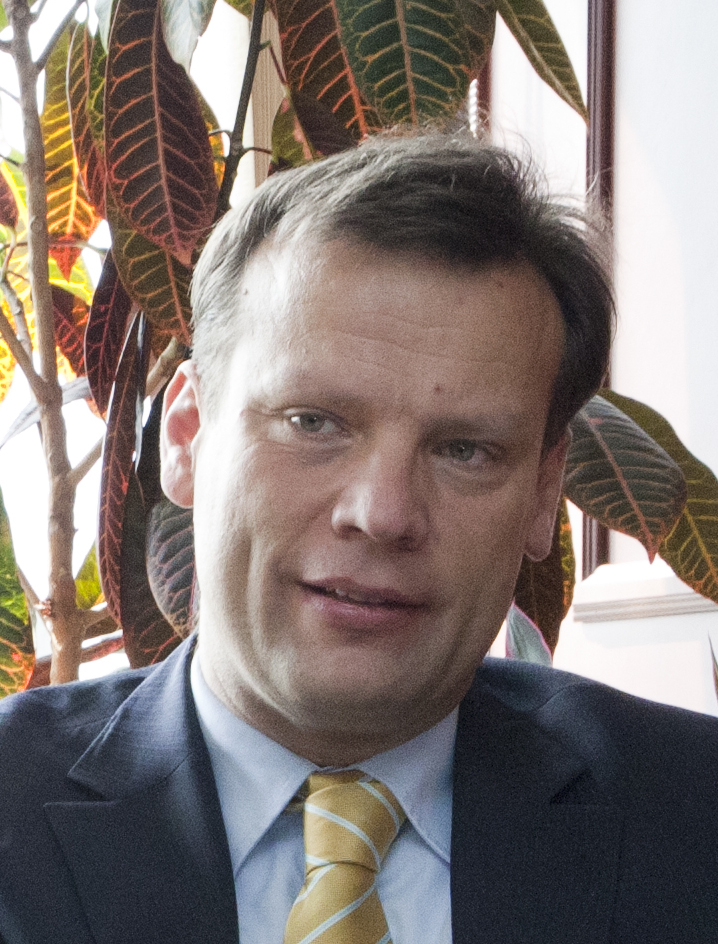
Andreas Liebmann, 2012 in Quito

Andreas Liebmann (* 6. August 1967 in Graz) ist ein österreichischer Diplomat. Er war von 2008 bis 2012 der österreichische Botschafter in Kolumbien und von 2016 bis 2022 der österreichische Botschafter in den Vereinigten Arabischen Emiraten. Seit 2022 leitet er die Abteilung Planungs- und Programmangelegenheiten in der Sektion Entwicklung des Bundesministeriums für Europäische und internationale Angelegenheiten (BMEIA). Seit August 2023 bekleidet er die Funktion des stellvertretenden Leiters der Sektion Entwicklung.

## Leben
Andreas Liebmann wurde 1993 an der Fakultät für Rechtswissenschaften der Universität Graz promoviert. Er ist verheiratet und hat einen Sohn und zwei Töchter. Seit 1985 ist er Mitglied der katholischen Studentenverbindung KÖHV Carolina Graz im ÖCV.

## Beruflicher Werdegang
Andreas Liebmann begann seinen beruflichen Werdegang 1993 als Stagiaire in der Europäischen Kommission (Generaldirektion Entwicklungszusammenarbeit) und wurde nach der Veröffentlichung des Buches Leitfaden zur europäischen Entwicklungszusammenarbeit in den öffentlichen Dienst aufgenommen. 1994 wurde seine Publikation Handbuch der österreichischen Entwicklungszusammenarbeit mit dem Leopold-Kunschak-Preis ausgezeichnet. Nach seiner Tätigkeit 1994 in der Sektion Entwicklungszusammenarbeit des österreichischen Bundeskanzleramtes wechselte er 1995 in die Sektion Entwicklungszusammenarbeit des Außenministeriums. 1997 erschien die von Andreas Liebmann und Werner Amon herausgegebene Publikation Dimensionen 2000: Umwelt, Friede und Entwicklung. Auf Initiative von Werner Amon und Andreas Liebmann wurde 1998 das Institut für Umwelt, Frieden und Entwicklung (IUFE) gegründet, wonach die operative Arbeit im darauffolgenden Jahr aufgenommen wurde.
Von 1997 bis 1999 war Andreas Liebmann in der Ständigen Vertretung Österreichs bei der Europäischen Union in Brüssel tätig und leitete während der österreichischen Ratspräsidentschaft die Ratsarbeitsgruppen im Bereich Entwicklungszusammenarbeit. Von 2000 bis 2004 war er im Außenministerium im Kabinett von Bundesministerin Benita Ferrero-Waldner für Parlamentsangelegenheiten und für Entwicklungspolitik zuständig. Dabei arbeitete er federführend am Bundesgesetz über die Entwicklungszusammenarbeit (Entwicklungszusammenarbeitsgesetz, EZA-G, StF: BGBl. I Nr. 49/2002) und an der Gründung der Österreichische Gesellschaft für Entwicklungszusammenarbeit (Austrian Development Agency, ADA) mit. Von 2004 bis 2008 war er Gesandter an der österreichischen Botschaft in Moskau.
Von 2008 bis 2012 war Andreas Liebmann als Nachfolger von Hans-Peter Glanzer österreichischer Botschafter in Kolumbien mit zusätzlicher Akkreditierung in Ecuador und Panama. Von 2012 bis 2016 bekleidete er die Funktion eines Abteilungsleiters für Reise- und Grenzverkehr, Bekämpfung des Menschenhandels und Flüchtlings- und Wanderungswesen im Bundesministerium für Europa, Integration und Äußeres in Wien. Von August 2016 bis August 2022 war er der österreichische Botschafter in Abu Dhabi. Er war in den Vereinigten Arabischen Emiraten der Nachfolger von Peter Elsner-Mackay.
Andreas Liebmann kehrte im September 2022 nach Wien zurück und übernahm die Leitung der Abteilung VII.5 Bilaterale und regionale Planungs- und Programmangelegenheiten in der Sektion Entwicklung des BMEIA. Im August 2023 wurde er mit der stellvertretenden Leitung der Sektion Entwicklung betraut.

## Auszeichnungen
- 1994: Leopold-Kunschak-Preis[7]
- 2022: UAE Medal of Independence of the First Order[8]

## Veröffentlichungen
- Leitfaden zur europäischen Entwicklungszusammenarbeit. Schriftenreihe „Europa“ des Bundeskanzleramtes – Band 3, Verlag Österreich, Wien 1993, ISBN 978-3-7046-0418-7.
- Handbuch der österreichischen Entwicklungszusammenarbeit. Verlag Österreich, Wien 1994, ISBN 3-7046-0496-8.
- Mitherausgeber, zusammen mit Werner Amon: Dimensionen 2000: Umwelt, Friede und Entwicklung. Verlag Holzhausen, Wien 1997, ISBN 3-900518-57-2.